# L'Anniversaire de Bart
 (août 2025).
Si vous disposez d'ouvrages ou d'articles de référence ou si vous connaissez des sites web de qualité traitant du thème abordé ici, merci de compléter l'article en donnant les références utiles à sa vérifiabilité et en les liant à la section « Notes et références ».
L'Anniversaire de Bart est un épisode de la série télévisée d'animation Les Simpson. Il s'agit du premier épisode de la trente-sixième saison et du 769e de la série.

## Synopsis
C'est l'anniversaire de Bart, il va fêter son onzième anniversaire. Mais avant cela beaucoup de nouvelles choses se passent: Mr Burns meurt, Milhouse va déménager à Atlanta, Nelson retrouve son père, Maggie dit son premier mot...

## Réception
Lors de sa première diffusion, l'épisode a attiré 1,08 million de téléspectateurs.